# Shindong
Shin Dong-hee (hangul: 신동희; Mungyeong, Gyeongsang del Norte, 28 de septiembre de 1985), más conocido por su nombre artístico Shindong, es un cantante, rapero, actor, presentador y director surcoreano, conocido por ser miembro de Super Junior. Es uno de los cuatro bailarines principales del grupo. También es uno de los dos raperos del grupo, y a menudo coescribe canciones de rap y ritmos con Eunhyuk.

## Carrera

### Comienzos
Shindong nació en Mungyeong, Gyeongsang del Norte el 28 de septiembre de 1985. Teniendo el amor por el baile, Shindong se inscribió en el concurso Goyangsi Youth Dance en el 2002 compitió y ganó el gran premio. Un año más tarde, ingresó al concurso nuevamente y ganó el oro. En 2004, Shindong se unió al Mnet Epi Contest y ganó tanto el premio de oro y premio de la popularidad. En 2005, Shindong se inscribió en SM Best Youth Contest y ganó el primer lugar como «Mejor Humorista». Firmó un contrato con SM Entertainment y recibió lecciones para perfeccionar aún más su baile.

### Super Junior
Meses después de unirse a la empresa, Shindong fue puesto en Super Junior como un miembro de su primera generación, Super Junior 05. El decidió utilizar el nombre artístico de «Shindong» debido a su nombre de nacimiento (신동) que deriva de su apellido y su primer nombre. Es también la palabra coreana «niño prodigio».
Con un total de doce miembros, Super Junior 05 debutó oficialmente el 6 de noviembre de 2005 en el programa de música Popular Songs (SBS), realizando su primer sencillo, «TWINS (Knock Out)». Su debut atrajo a más de 500 aficionados y también obtuvo los espectadores de China y Japón. Un álbum de estudio fue liberado un mes más tarde, que debutó en el puesto #3 en la lista mensual de álbumes pop MIAK K-pop.
En marzo de 2006, SM Entertainment comenzó a reclutar nuevos miembros para la próxima generación de Super Junior. Sin embargo, los planes cambiaron cuando la compañía agregó en un decimotercer miembro, Kyuhyun, y la empresa declaró que no agregaría a más miembros a Super Junior. El grupo abandonó el sufijo «05» y se convirtió oficialmente acreditado como Super Junior. El nuevo grupo tuvo un gran éxito después de que lanzó su primer CD sencillo «U» en el verano siguiente, que se convirtió en el sencillo más exitoso de Super Junior en las listas de música hasta el lanzamiento de «Sorry, Sorry» en marzo de 2009.

### Subgrupos
- Super Junior-T: Grupo conocido por cantar música trot, un antiguo estilo de música coreana.
- Super Junior-Happy: Canta música bubblegum pop, su estilo divertido y entretenido.
- Wonder Boys: versión masculina de la So Nyeo Shi Dae y Wondergirls.
- Boys Generation: versión KBS de los ya míticos Wonder Boys de la SBS.

### Televisión y cine
Cinco días después del debut de Super Junior 05, Shindong se convirtió en el MC de Mnet's, programa de música M!Countdown junto con Leeteuk y Kang-in. Quedaron como los anfitriones durante todo el año restante hasta que Kang-in fue sustituido por Eunhyuk a mediados de 2006. El último día de programa del trío fue el 27 de marzo de 2008.
Mientras Shindong tenía experiencias previas como un comediante, su debut como actor fue en la película de Super Junior Attack on the Pin-Up Boys, que se estrenó en el verano de 2007.
En 2008, Shindong desempeña un importante papel de apoyo en la miniserie Single Dad in Love y también participó en la banda sonora original del drama. Él y su socio de radio Kim Shin Young aparecieron en un episodio del drama de MBC, Queen of Housewives.

## Vida personal
Shindong estudió en Paekche Institute of the Arts.
El 18 de mayo de 2011 apareció en el Mnet’s Idol Chart Show en una lista de los 20 ídolos con más dinero en términos de ingresos personales, ubicándose en el puesto número 16 después de G-Dragon, Lee Seung Ki, IU, Jang Geun Suk, Kim Hyun Joong, Jung Yong Hwa, Hwang Jung-eum, Leeteuk, Uee, T.O.P, Taecyeon, Yoona, Jo Kwon, Sandara Park y Goo Hara.

### Accidente
El 19 de abril de 2007, Super Junior y dos de los administradores del grupo fueron víctimas de un accidente de coche. El conductor perdió el control del vehículo, esto provocó que se volcaran.
Shindong y Eunhyuk, resultaron ser los menos perjudicados con sólo unos pocos cortes y arañazos, fueron dados de alta rápidamente el 23 de abril, a diferencia de Kyuhyun y Leeteuk.

## Filmografía
Más información :Filmografía de Super Junior

### Cine
| Año  | Título                                          | Rol      | Notas                  |
| ---- | ----------------------------------------------- | -------- | ---------------------- |
| 2007 | Attack on the Pin-Up Boys 꽃미남 연쇄 테러 사건 | el mismo | Solo en Corea          |
| 2007 | Alvin and the Chipmunks                         | Teodoro  | Voz coreana de Teodoro |

### Aparición en vídeos Musicales
- 2007: Magolpy - "Flight Girl"
- 2008: "Forever" – Lee Bul

### Series de televisión
| Año  | Título    | Canal     | Notas                     | Ref.        |
| ---- | --------- | --------- | ------------------------- | ----------- |
| 2024 | DNA Lover | TV Chosun | Aparición especial, ep. 5 | [ 1 ] [ 2 ] |

### Programas de Televisión
| Año                                           | Nombre                                                    | Nota                                                                                       |
| 10 de noviembre de 2005 – 27 de marzo de 2008 | M.NET M!Countdown                                         | con Leeteuk, Eunhyuk                                                                       |
| 2007–presente                                 | MBC BoBoBo Ai Joa                                         | –                                                                                          |
| Abril de 2007 – 15 de febrero de 2008         | KMTV DJ Green Apple Sound                                 | –                                                                                          |
| 7 de enero de 2008 – 5 de abril de 2008       | ComedtyTV Unbelievable Outing 3 temporada                 | con Super Junior-Happy, Donghae                                                            |
| 10 de julio de 2008 – 9 de octubre de 2008    | MBC Idol Show 1° temporada                                | con Super Junior-Happy                                                                     |
| 2016, 2017                                    | Battle Trip                                               | participó junto a Leeteuk y Kim Shin-young, (ep. 35-36, 50-51)                             |
| 19 de febrero de 2017                         | King of Mask Singer                                       | participó como "Apgujeong Orange Tribe", ep. 99                                            |
| 2017                                          | Life Bar                                                  | invitado episodio #44                                                                      |
| 2011, 2012, 2014, 2017, 2018                  | Hello Counselor                                           | Ep. #41, 100, 190, 315, 349                                                                |
| 2017 - 2018 2017                              | Mnet, I Can See Your Voice 5 Mnet, I Can See Your Voice 4 | Ep. 1-18; 1-12 (miembro del panel de detectives) Ep. 8 - invitado junto a Heechul y Yesung |
| 5 de septiembre de 2009 – Presente            | SBS Miracle                                               | con Eunhyuk, Leeteuk, Sungmin, Kang-in                                                     |
| 16 de septiembre de 2009 – Presente           | MBC King of the Ring                                      | con Eunhyuk, Leeteuk                                                                       |

### Radio
| Año                         | Nombre                   | Nota               |
| 8 de abril de 2008–presente | MBC Stop the Boring Time | con Kim Shin-young |

## Fotos
- Foto de Shindong